# ابن أبي زيد القيرواني
ابن أبي زيد القيرواني هو عبد الله أبو محمد بن عبد الرحمن أبي زيد القيرواني، ولد بالقيروان بتونس سنة 310 هـ الموافق لـ922م، وهو من أعلام المذهب المالكي. وقد لُقِّب بـ «مالك الأصغر»، وكان إمام المالكية في وقته، وأشهر مصنفاته كتاب الرسالة، وتوفي سنة 386 هـ الموافق لـ996م، وعمره 76 سنة.

## فقهه
تفقه بفقهاء القيروان، وعول على أبي بكر بن اللباد، وأخذ عن: محمد بن مسرور الحجام، والعسال، وحج فسمع من أبي سعيد بن الأعرابي، ومحمد بن الفتح، والحسن بن نصر السوسي، ودراس بن إسماعيل. وسمع منه: الفقيه عبد الرحيم بن العجوز السبتي، والفقيه عبد الله بن غالب السبتي، وعبد الله بن الوليد بن سعد الأنصاري، وأبو بكر أحمد بن عبد الرحمن الخولاني.
يعد ابن أبي زيد القيرواني من كبار فقهاء المالكية، له مكانة علمية بشهادة العلماء، وكان إمام المالكية في وقته، وجامع مذهب مالك وشارح أقواله، كثير الحفظ والرواية، قال القاضي عياض عنه:
«كان إمام المالكية في وقته، وقدوتهم، جامع مذهب مالك وشارح أقواله، وكان واسع العلم كثير الحفظ والرواية، وكتبه تشهد له بذلك، فصيح اللسان ذا بيان ومعرفة مما يقوله، لخص المذهب، وملأ تأليفه البلاد»، وقال الحجوي في كتابه «الفكر السامي»: «يعتبر من الطبقة العالية من المؤلفين، وعندي أنه أحق مَن أن يصدق عليه حديث «يبعث الله لهذه الأمة على رأس كل مائة سنة من يجدد لها أمر دينها».»

## عقيدته
قال الإمام الذهبي في السير: «وَكَانَ -رَحِمَهُ اللهُ- عَلَى طَريقَةِ السَّلَفِ فِي الأُصُوْلِ، لاَ يَدْرِي الكَلاَمَ، وَلاَ يتَأَوَّلُ».، وقال ابن زيد القيرواني في مقدمة كتاب الرسالة:
| ابن أبي زيد القيرواني | من واجب أمور الديانات ومن ذلك الإيمان بالقلب والنطق باللسان أن الله إله واحد لا إله غيره ولا شبيه له ولا نظير له ولا ولد له ولا والد له ولا صاحبة له ولا شريك له، ليس لأوليته ابتداء ولا لآخريته انقضاء ولا يبلغ كنه صفته الواصفون ولا يحيط بأمره المتفكرون يعتبر المتفكرون بآياته ولا يتفكرون في ماهية ذاته: ﴿ولا يحيطون بشيء من علمه إلا بما شاء وسع كرسيه السماوات والأرض ولا يئوده حفظهما وهو العلي العظيم﴾ العليم الخبير المدبر القدير السميع البصير العلي الكبير، وأنه فوق عرشه المجيد بذاته، وهو في كل مكان بعلمه. | ابن أبي زيد القيرواني |

 ونقل ابن قيم الجوزية عنه ذلك في كتابه اجتماع الجيوش الإسلامية على غزو المعطلة والجهمية. ونقل عنه كلامه في كتاب النوادر والزيادات وفي كتابه المفرد في السنة:
| ابن أبي زيد القيرواني | من السنن التي خلافها بدعة وضلالة: أن الله سبحانه وتعالى اسمه له الأسماء الحسنى والصفات العلى لم يزل بجميع صفاته قائم، وهو سبحانه موصوف بأن له علمًا وقدرةً وإرادةً ومشيئةً أحاط علمًا بجميع ما بدأ قبل كونه فطر الأشياء بإرادته وقوله: ﴿إِنَّمَا أَمْرُهُ إِذَا أَرَادَ شَيْئًا أَن يَقُولَ لَهُ كُن فَيَكُونُ﴾، وأن كلامه صفة من صفاته ليس بمخلوق فيبيد، ولا صفة لمخلوق فينفد، وأن الله عز وجل كلم موسى عليه الصلاة والسلام بذاته وأسمعه كلامه لا كلامًا قام في غيره، وأنه يسمع ويرى ويقبض ويبسط وأن يديه مبسوطتان ﴿وَالْأَرْضُ جَمِيعًا قَبْضَتُهُ يَوْمَ الْقِيَامَةِ وَالسَّمَاوَاتُ مَطْوِيَّاتٌ بِيَمِينِهِ﴾، وأن يديه غير نعمته في ذلك وفي قوله تعالى: ﴿مَا مَنَعَكَ أَن تَسْجُدَ لِمَا خَلَقْتُ بِيَدَيَّ﴾، وأنه يجيء يوم القيامة بعد أن لم يكن جائيًا: والملك صفًا صفًا لعرض الأمم وحسابها وعقابها وثوابها فيغفر لمن يشاء ويعذب من يشاء، وأنه يرضى عن الطائعين ويحب التوابين ويسخط على من كفر به، ويغضب فلا يقوم شيء لغضبه، وأنه فوق سماواته على عرشه دون أرضه وأنه في كل مكان بعلمه، وأن لله سبحانه كرسيًا كما قال عز وجل: ﴿وَسِعَ كُرْسِيُّهُ السَّمَوَاتِ وَالأَرْضَ﴾ وكما جاءت به الأحاديث أن الله سبحانه يضع كرسيه يوم القيامة لفصل القضاء. | ابن أبي زيد القيرواني |

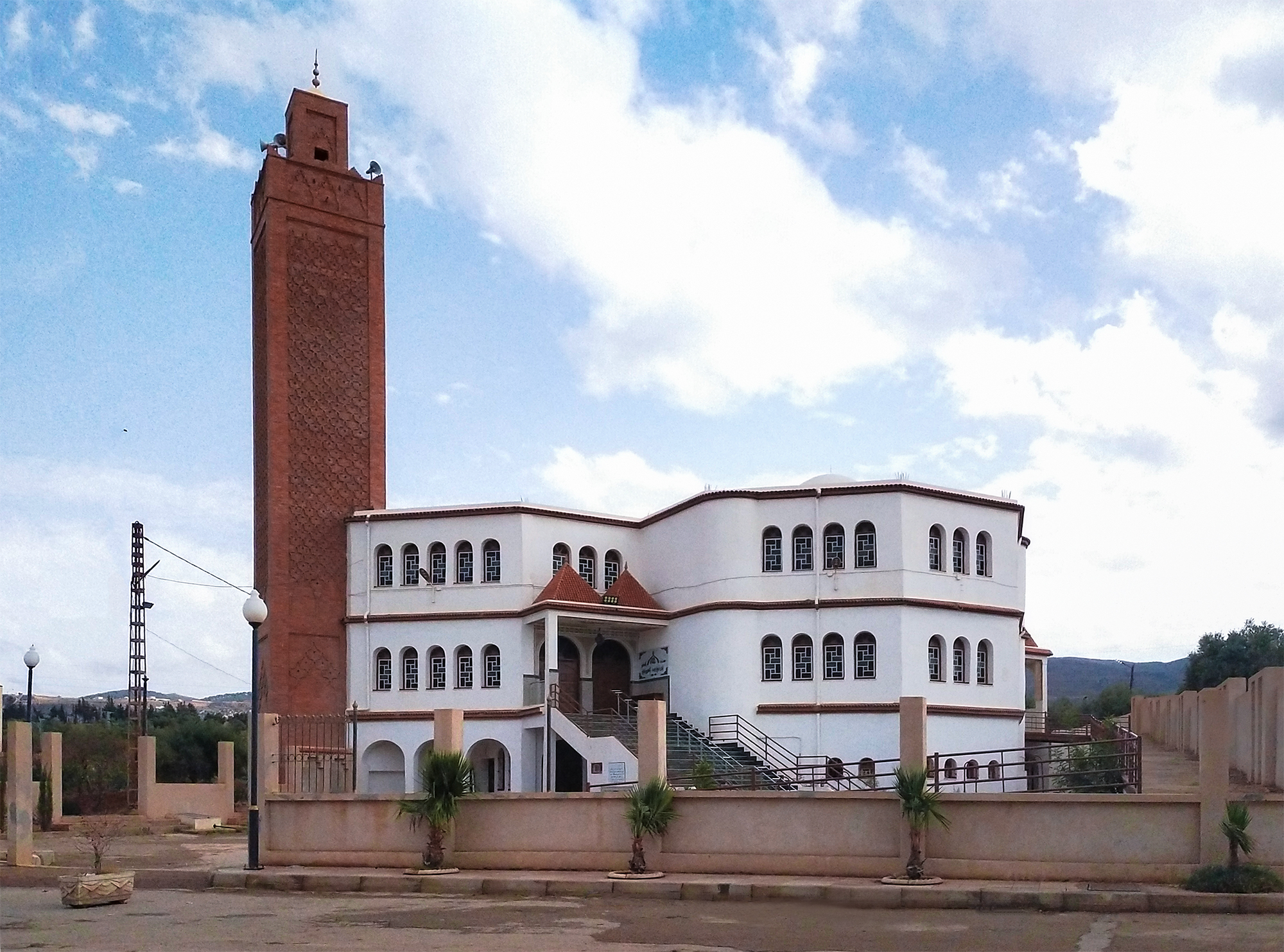
المسجد المعروف باسم مسجد أبي زيد القيرواني يقع في المنصورة (ولاية تلمسان).

على خلاف ذلك، اعتبره تاج الدين السبكي من الطبقة الثانية من الأشاعرة في كتابه (طبقات الشافعية الكبرى). وكذلك ابن أبي جمرة الأندلسي في كتابه (بهجة النفوس) فقال ما نصه: «وأما ما احتجوا به لمذهبهم الفاسد بقول ابن أبي زيد رحمه الله في العقيدة التي ابتدأ الرسالة بها بقوله وأنه فوق عرشه المجيد بذاته فلا حجة لهم فيه أيضا لأنهم خفضوا المجيد وجعلوه صفة للعرش وافتروا على الإمام بذلك، والوجه فيه رفع المجيد لأنه قد تم الكلام بقوله فوق عرشه والمجيد بذاته كلام مستأنف».
واعتبره فخر الدين بن عساكر (ت. 571هـ) من أئمة المذهب الأشعري حيث قال عنه في كتابه (تبيين كذب المفتري فيما نسب إلى الإمام أبي الحسن الأشعري) ما نصه: «ومن الشيوخ المتأخرين المشاهير أبو محمد بن أبي زيد، وشهرته تغني عن ذكر فضله، اجتمع فيه العقل والدين، العلم، والورع، وكان يلقب بمالك الصغير، وخاطبه من بغداد رجل معتزلي يرغبه في مذهب الاعتزال، يقول له: إنه مذهب مالك وأصحابه، فجاوبه بجواب من وقف عليه، علم أنه كان نهاية في علم الأصول رضي الله عنه.... إلى أن قال: قال رضي الله عنه (أي الإمام الكلاعي): وقرأت بخط علي بن بقاء المصري الوراق المحدث في رسالة كتب بها أبو محمد عبد الله بن أبي زيد القيرواني المالكي جوابا لعلي بن أحمد بن إسماعيل البغدادي المعتزل حين ذكر أبا الحسن الأشعري رضي الله عنه، ونسبه إلى ما هو برئ منه، مما جرت عادة المعتزلة باستعمال مثله في حقه، فقال ابن أبي زيد في حق أبي الحسن: هو رجل مشهور أنه يرد على أهل البدع، وعلى القدرية، والجهمية، متمسك بالسنن».
وقال أيضا في نفس الكتاب (تبيين كذب المفتري، ص: 405): «قرأت بخط علي بن بقاء الورّاق المحدث المصري رسالة كتب بها أبو محمد عبد الله بن أبي زيد القيرواني الفقيه المالكي -وكان مقدَّم أصحاب مالك رحمه الله بالمغرب في زمانه- إلى علي بن أحمد بن إسماعيل البغدادي المعتزلي جواباً عن رسالة كتب بها إلى المالكيين من أهل القيروان يظهر نصيحتهم بما يدخلهم به في أقاويل أهل الاعتزال، فذكر الرسالة بطولها في جزءٍ وهي معروفة، فمن جملة جواب ابن أبي زيد له أن قال: ونسبتَ ابن كلاب إلى البدعة، ثم لم تحكِ عنه قولاً يعرف أنه بدعة فيوسم بهذا الاسم، وما علمنا من نسب إلى ابن كلاب البدعة، والذي بلغنا أنه يتقلّد السنة ويتولّى الردَّ على الجهمية وغيرهم من أهل البدع يعني عبد الله بن سعيد بن كلاّب». وهذه شهادة عظيمة من الإمام ابن أبي زيد لابن كلاب أنه يتقلَّد السنة ويردُّ على المبتدعة، وأنه لم يعلم من نسب إليه البدعة.
وللشيخ الحبيب بن طاهر كتاب بين فيه أشعرية ابن أبي زيد القيرواني سماه: (ابن أبي زيد القيرواني وعقيدته في 'الرسالة' و'الجامع'؛ دراسة في المنهج والمضمون).
وقد خالفهم غيرهم من أئمة الأشاعرة، وأثبتوا عقيدة الإمام ابن أبي زيد القيرواني السلفيَّة، وأنه من مثبتة الصفات، منهم محمد بن أحمد بن أبي بكر القرطبي الأشعري مذهباً (... - 671 هـ) في كتابه الأسنى في شرح أسماء الله الحسنى، والذي شرح فيها أسماء الله تعالى على طريقة المتكلمين، في صفحة ما نصُّه: "والسادس: قول الطبري وابن أبي زيـد والقاضي عبدالوهاب وجماعة من شيوخ الحديث والفقه وهو ظاهر بعض كتب القاضي أبي بكر رضي الله عنه ، وأبي الحسن، وحكاه عنه أعني عن القاضي أبي بكر القاضي عبد الوهاب نصاً وهو أنه سبحانه مستو على العرش بذاته، وأطلقوا في بعض الأماكن فوق عرشه. القاضي أبي بكر في كتاب تمهيد "الأوائل" له. وقد ذكرناه، وقاله الأستاذ أبو بكر ابن فورك في شرح أوائل الأدلة، وهو قول ابن عبد البر والطلمنكي وغيرهما من الأندلسيين، والخطابي في كتاب "شعار الدين" وقد تقدم ذلك". فهنا نجد القرطبي، وهو من كبار الأشعرية، يعدّ الإمام ابن أبي زيد من مثبة الصفات، القائلين بعلو الله تعالى الذاتي.
وقال أبو القاسم البرزلي، الأشعري مذهباً (665 هـ -  739 هـ) في كتابه النوازل، وقد سئل عز الدين: ما تقول في قول ابن أبي زيد: "وأنه فوق عرشه المجيد بذاته، وهو في كل مكان بعلمه"؟ هل يفهم منه القول بالجهة أم لا؟ .. فأجاب: "بأن ظاهر ما ذكره القول بالجهة لأنه فرق بين كونه على العرش، وبين كونه مع خلقه بعلمه".
وقال محمَّد بن أحمد بن جُزيّ الأشعري مذهباً (693هـ - 741هـ) في كتابه: التسهيل لعلوم التنزيل، في تفسيره لقوله تعالى في سورة الأعراف ﴿ٱسْتَوَىٰ عَلَى ٱلْعَرْشِ﴾ ما نصُّه: "حَمَلَه قوم على ظاهره منهم ابن أبي زيد وغيره".
ومما يثبت سلفية الإمام ابن أبي زيد القيرواني، هو قوله في كتابه الجامع، ما نصّه: "وأنّه فوق سماواته على عرشه دون أرضه".[تحليل شخصي]

## مؤلفاته
من أهم أعمال ابن أبي زيد القيرواني:
- كتاب الرسالة.[14]
- الجامع في السنن والآداب والمغازي والتاريخ.
- الذب عن مذهب الإمام مالك.
- النوادر والزيادات على ما في المدونة من غيرها من الأمهات، وقال الإمام الذهبي في السير: صنَّف كِتَابَ «النَّوَادرِ وَالزِّيَادَاتِ» فِي نَحْوِ المائَة جُزْء، وَاختصر «المُدَوَّنَةَ»، وَعَلَى هَذَينِ الكِتَابَيْنِ المُعَوَّلُ فِي الفُتْيَا بِالمَغْرِب، وصنَّف كِتَاب «العتَبِيَّة» عَلَى الأَبْوَابِ، وَكِتَاب «الاقتدَاءِ بِمَذْهَبِ مَالِكٍ»، وَكِتَابَ «الرِّسَالَةِ» وَكِتَاب «الثِّقَةِ بِاللهِ وَالتَّوَكُّلِ عَلَى اللهِ»، وكتاب «المعرفة والتفسير»، وكتاب «إعجاز القرآن»، و«كتاب النَّهْي عَنِ الجِدَالِ»، وَرسَالته فِي الرَّدِّ عَلَى القدرية، ورسالته في التوحيد، وكتاب «مَنْ تحرَّك عِنْدَ القِرَاءةِ».

## وصلات خارجية
- نظم مقدمة رسالة الامام ابن ابي زيد القيرواني في عقيدة السلف على يوتيوب